# L'affascinante gioco della seduzione
L'affascinante gioco della seduzione è l'album di debutto della cantante e annunciatrice televisiva di Canale 5 Fiorella Pierobon, uscito nell'aprile 1991 per l'etichetta discografica Five Records, distribuita dalla CGD.

## Descrizione
Il disco è uscito in seguito alla partecipazione dell'annunciatrice al varietà televisivo CantaVip e conteneva dodici tracce, tra cui alcune già pubblicate come 45 giri negli anni precedenti e utilizzate come sigle per i programmi Anteprima e Rivediamoli da lei condotti.
È stato estratto come singolo dall'album il brano Resta come sei, presentato in gara al Festivalbar 1991.

## Tracce
FM 13683
1. Segni nel cuore
2. Resta come sei
3. L'affascinante gioco della seduzione
4. Una notte di luna
5. Il senso della vita
6. Calling You
7. In un mondo libero
8. Piccoli scoiattoli
9. Father and Son
10. Navigherò
11. Alice delle Meraviglie
12. Vedrai...